# Gewitterhexe
Gewitterhexen sind mythologische Wesen im Volksglauben. Sie tanzen und singen zu Donner und Blitz in einem Gewitter. In den Alpen machte man sie auch für Steinschlag verantwortlich. In manchen Gegenden gehörte es zum Brauchtum, während eines Gewitters grünes Holz im Ofen zu verbrennen, um mit dem Rauch die Gewitterhexen zu vertreiben. Als Redewendung bzw. Schimpfwort gebraucht, bedeutet eine alte Gewitterhexe eine zänkische, böse Frau.